# Косев, Атанас
Атана́с Недля́ков Ко́сев (10 марта 1934, Русе, НРБ — 7 февраля 2021) — болгарский композитор, автор музыки к фильмам.

## Биография
Родился в Русе 10 марта 1934 года.
Окончил теоретический факультет Болгарской государственной консерватории. Затем работал главным редактором рубрики «Музыка» Болгарского национального телевидения и главным редактором Болгарского национального радио. Среди написанных им песен — «Добрый день, последняя любовь», «Жизнь прекрасна», «Элвис», «Моряки», «Будь там со мной», «Поморие» и другие.
Умер 7 февраля 2021 года, не дожив месяца до 87-летия.

## Фильмография
- 100 тона щастие (1978)
- Баш майсторът на екскурзия (1980)
- Баш майсторът на море (1982)
- Баш майсторът началник (1983)
- One Short Story (2007) (ТВ)